# Frantz Fanon
Frantz Fanon (n. 20 iulie 1925, Fort-de-France, Martinique, Franța – d. 6 decembrie 1961, Bethesda⁠(d), comitatul Montgomery, Maryland, SUA) a fost un autor francez. În timpul celui de-al doilea război mondial, el a luptat în armata franceză. 
A scris despre decolonizarea Africii.